# Die Frau mit der eisernen Maske
Die Frau mit der eisernen Maske ist ein US-amerikanischer Mantel-und-Degen-Film aus dem Jahr 1952 von Ralph Murphy mit Louis Hayward und Patricia Medina in den Hauptrollen. Der Film ist eine freie Adaption nach Motiven des Abenteuerromans Der Mann mit der eisernen Maske von Alexandre Dumas dem Älteren.

## Handlung
Im 17. Jahrhundert ist D'Artagnan, der ehemalige Hauptmann der Musketiere König Ludwigs XIII., an Bord eines Schiffes auf dem Weg nach Amerika und beklagt die Tatsache, dass er mit einer Frau verheiratet ist, die er nicht liebt. Während er über sein Schicksal nachdenkt, erinnert sich D'Artagnan daran, wie er in diese missliche Lage geraten ist.
Nach dem Tod des Königs gerät Frankreich in Aufruhr und der machthungrige Schwager des Königs, der Herzog de Valdac, wird Regent. De Valdac plant, Prinzessin Anne mit dem gefügigen Philipp von Spanien zu verheiraten und dem kränklichen Premierminister Rochard die Kontrolle zu entreißen. Besorgt darüber, dass ein Ausländer auf dem Thron sitzen wird, versammelt D'Artagnan seine alten Kameraden Athos, Aramis und Porthos und reist nach Paris, um Anne zu sehen. De Valdacs Wachen verweigern ihnen den Zutritt und die Musketiere werden von D'Artagnans Erzfeind, dem Grafen de Fourrier, herausgefordert. D'Artagnan ist überrascht, als de Fourrier ihn statt zu bekämpfen zum Premierminister begleitet. Rochard enthüllt D'Artagnan, dass Anne, als sie vor zwanzig Jahren geboren wurde, eines von eineiigen Zwillingsmädchen war. Da er befürchtete, dass die Thronfolge gefährdet sein könnte, überredete Rochard den König, der Hebamme zu gestatten, den anderen Zwilling, Louise, als ihre eigene Tochter großzuziehen. Als die Hebamme starb, ließ Rochard Louise in einem Kerker einsperren, wo sie seit zwei Jahren festgehalten wird. Um ihre Identität zu verschleiern, wurde Louise gezwungen, eine eiserne Maske zu tragen. Rochard befürchtet, dass de Valdac von ihrer Existenz erfahren und Anne nach ihrer Befreiung eingesperrt hat. D'Artagnan ist skeptisch, aber Rochard besteht darauf, dass Anne Philip niemals heiraten würde und es daher Louise sein muss, die jetzt den Thron besetzt.
Rochard beauftragt D'Artagnan, die gefangene Prinzessin ausfindig zu machen und herauszufinden, ob es sich bei ihr um Anne handelt, die ein Muttermal auf ihrem Oberschenkel hat. D'Artagnan und seine Freunde dringen in das Gemach der Prinzessin ein und sind überrascht, als sie sie nicht erkennt. De Valdac lässt die Musketiere aus dem Gebäude entfernen und schickt zwei Boten los. Da D'Artagnan und seine Männer wissen, dass die Boten sie zu Annes Entführer führen, folgen sie ihnen. Alle außer D'Artagnan werden jedoch festgenommen. D'Artagnan lauert einem der Boten auf und entdeckt einen Brief von de Valdac an Chevalier La Porte, den Kommandanten des Chateau de Vallons, in dem er ihm befiehlt, seine Gefangene zu töten. D'Artagnan befreit seine Gefährten und begibt sich mit ihnen zum Schloss.
D'Artagnan und Porthos verschaffen sich Zutritt und überreden La Porte, ihnen die Gefangene zu zeigen. D'Artagnan ist entsetzt, als er die Prinzessin mit der eisernen Maske sieht, und befiehlt La Porte, sie abzunehmen. Nach einem heftigen Kampf mit den Wachen des Schlosses reiten die Musketiere mit der Prinzessin davon. Am nächsten Morgen schmiedet D'Artagnan einen Plan, um nach Paris zurückzukehren, indem er die Prinzessin als seinen Diener verkleidet und Porthos und Athos als Bauer und seine Frau reisen lässt. Während Athos sich murrend den Schnurrbart rasiert, fordert er D'Artagnan auf, sich zu vergewissern, dass sie die richtige Prinzessin haben. Als D'Artagnan die Frau widerstrebend beobachtet, während sie ihre Hosen anzieht, sieht er das Muttermal auf ihrem Oberschenkel und identifiziert sie als Anne. Porthos und Athos halten in einem Gasthaus an, wo sie hoffen, die Soldaten abzulenken, die nach einem Mann und einer Frau suchen, die gemeinsam reisen, während D'Artagnan und Anne den Heimweg antreten. D'Artagnan ist von Annes Widerstandskraft beeindruckt. Als sie sich für die Nacht ausruhen, gestehen sie einander ihre Liebe. 
Am nächsten Tag treffen D'Artagnan und Anne die Musketiere außerhalb von Paris und überfallen eine Kutsche, die Philipps Onkel gehört. D'Artagnan und Anne verstecken sich in der Kutsche und gelangen nach Paris, obwohl Anne ihn bittet, mit ihr nach England zu fliehen. D'Artagnan fordert sie auf, stark für ihr Land zu sein, und Anne erkennt, dass sie ihre Wünsche für das Wohl Frankreichs opfern muss. In Paris reist die Gruppe zum Geschäft der Schneiderin Madame Duprez, die eine treue Anhängerin Annes  ist. Madame Duprez schmuggelt eine Strickleiter in den Palast, und schon bald haben sich D'Artagnan, Anne und die anderen in die königlichen Gemächer geschlichen. Anne lässt versehentlich ihr Taschentuch im Garten fallen und macht de Valdac so auf ihre Anwesenheit aufmerksam. Während de Valdac seine Wachen versammelt, trifft Anne zum ersten Mal auf ihre Schwester. Die verängstigte Louise enthüllt, dass de Valdac gelogen und ihr gesagt hat, dass Anne für ihre Inhaftierung verantwortlich sei. D'Artagnan und Anne versichern ihr ihre Freundschaft und ihren Hilfswillen, doch nun treffen de Valdac und seine Männer ein.
Während die anderen Musketiere gegen die Soldaten kämpfen, liefern sich D'Artagnan und de Valdac einen heftigen Schwertkampf. D'Artagnan setzt sich durch und bald treffen Rochards Streitkräfte ein, um die restlichen Verräter zu verhaften. Rochard bietet D'Artagnan eine Belohnung an, doch als der erklärt, dass er nichts will, bietet Anne ihm ihre Hand zur Heirat an. Rochard protestiert und erklärt Anne, dass sie verpflichtet sei, einen Adligen zu heiraten. Sie und Louise ziehen sich ins Schlafzimmer zurück, um die Angelegenheit zu besprechen. Als die Schwestern wieder erscheinen, verfügt Anne, dass sie ihre Verlobung mit einem französischen Aristokraten bekannt geben wird, und befiehlt dann D'Artagnan, Louise nach Amerika zu begleiten, wo sie in Sicherheit ist, und sie zu heiraten. 
Zurück in der Gegenwart an Bord des Schiffes finden D'Artagnans Grübeleien ein Ende, als Louise ihn ruft. Sie ist bestürzt, als er erklärt, dass es sich nur um eine Staatsehe handelt, erkennt aber, dass der Grund dafür darin liegt, dass er zutiefst in Anne verliebt ist. Als D'Artagnan die Kabine verlässt, verfängt sich sein Schwert am Kleid der Prinzessin und reißt ihr den Rock ab. Annes Muttermal wird enthüllt und ein begeisterter D'Artagnan umarmt seine Braut.

## Hintergrund
Gedreht wurde der Film vom 5. Oktober bis Anfang November 1951 in den Motion-Picture-Center-Studios in Hollywood.
Ursprünglich war Barbara Payton für die Hauptrolle vorgesehen, zog sich jedoch aus der Produktion zurück, nachdem ihr Arzt ihr mitgeteilt hatte, dass sie „zu emotional aufgewühlt“ sei, um die Rolle zu übernehmen. Später wurde jedoch berichtet, dass der wahre Grund dafür, dass Payton nicht im Film auftrat, die Gerüchte um ihre Romanzen mit den Schauspielern Franchot Tone und Tom Neal war.
Martin Obzina oblag die künstlerische Leitung. Merrill G. White überwachte die Schnittfassung, Robert Justman arbeitete als Produktionsassistent.

## Synchronisation
Die deutsche Synchronfassung entstand 1990 im Auftrag des Synchronstudios der DEFA.
| Rolle                | Schauspieler        | Deutscher Synchronsprecher |
| -------------------- | ------------------- | -------------------------- |
| D'Artagnan           | Louis Hayward       | Walter Jäckel              |
| Anne/Louise          | Patricia Medina     | Dagmar Dempe               |
| Herzog de Valdac     | John Sutton         | Dieter Bellmann            |
| Athos                | Steve Brodie        | Matthias Hummitzsch        |
| Porthos              | Alan Hale jr.       | Wolfgang Winkler           |
| Aramis               | Judd Holdren        | Gottfried Richter          |
| Philip von Spanien   | Hal Gerard          | Andreas Knaup              |
| Rochard              | Lester Matthews     | Walter Niklaus             |
| Berater des Königs   | Gavin Muir          | Friedhelm Eberle           |
| König von Frankreich | Paul Cavanagh       | Günther Grabbert           |
| Schneiderin          | Marlo Dwyer         | Astrid Bless               |
| Chevalier La Porte   | Keith Hitchcock     | Hans-Joachim Hegewald      |
| Wirt                 | Gerald Oliver Smith | Fred-Arthur Geppert        |

Anmerkung: Die kursiv geschriebenen Namen sind Rollen und Darsteller, die nicht im Abspann erwähnt wurden.

## Veröffentlichung
Die Premiere des Films fand am 4. Juli 1952 statt. In der Bundesrepublik Deutschland kam er am 11. September 1953 in die Kinos, in Österreich im Dezember 1953.

## Kritiken
Bosley Crowther von der The New York Times notierte, dass zwei Faktoren den Film von der langen Reihe zweit- und drittklassiger Überarbeitungen der Fabel „Die drei Musketiere“ unterscheiden. Der erste Faktor sei die eiserne Gesichtsbedeckung, die mit großer Unzufriedenheit getragen werde. Diese sei ein figurbetonter Gesichtsschutz mit geformten Wangen und bemalten Lippen. Sie sei den grellen Ritualmasken der amerikanischen Indianer nicht unähnlich. Die Produzenten haben herausgefunden, dass die Franzosen Kosmetika auf ihren Masken verwendeten.
Der zweite Faktor sei der unheilige Lärm der Musik, die Dimitri Tiomkin hineingeworfen hat. Offenbar entschied Herr Tiomkin, als er den Film im Rohzustand sah, dass etwas erforderlich war, um die Aufmerksamkeit von der Leinwand abzulenken. Und so begann er, ihn mit so lautem Trommeln und Hörnern zu beladen, dass sich der Zuschauer bald wunderte: „Was ist das für ein Lärm?“ Dann erkenne er, dass es an der Musik liege und fange an, ihr Aufmerksamkeit zu schenken – und das erste, was ihm auffalle, sei, dass er ganz vergessen habe, was im Film passiert. Das sei nicht allzu bedauerlich, denn der Film gehöre nicht zu den Filmen, die einer Person das Gefühl geben, etwas zu verpassen.
Das Lexikon des internationalen Films schrieb: „Anspruchsloses Kostümabenteuer.“